# 1ª Aerobrigata intercettori teleguidati
La 1ª Brigata aerea intercettori teleguidati (I.T.) fu un reparto missilistico dell'Aeronautica Militare.

## Storia
Il 1º marzo 1959, il 1º Stormo caccia si trasforma in 1ª Aerobrigata intercettori teleguidati (I.T.), presso l'aeroporto di Padova con l’entrata in servizio del sistema missilistico Nike, dotato inizialmente di missili Nike Ajax, successivamente integrati e sostituiti dai missili Nike Hercules. La Brigata inizialmente era composta dal 6º Gruppo IT, dal 7º Gruppo I.T. e dal 17º Gruppo IT e arrivò fino a 12 gruppi.
Da allora è stata per molto tempo, fin dal momento della sua costituzione, la più grande Unità operativa dell’Aeronautica Militare.
Dal 1º ottobre 1961 al 28 ottobre 1963 era al comando del Generale B.A. Corrado Ricci (aviatore) e dal 15 settembre 1965 da Vincenzo Lucertini, futuro capo di stato maggiore dell'Aeronautica Militare.

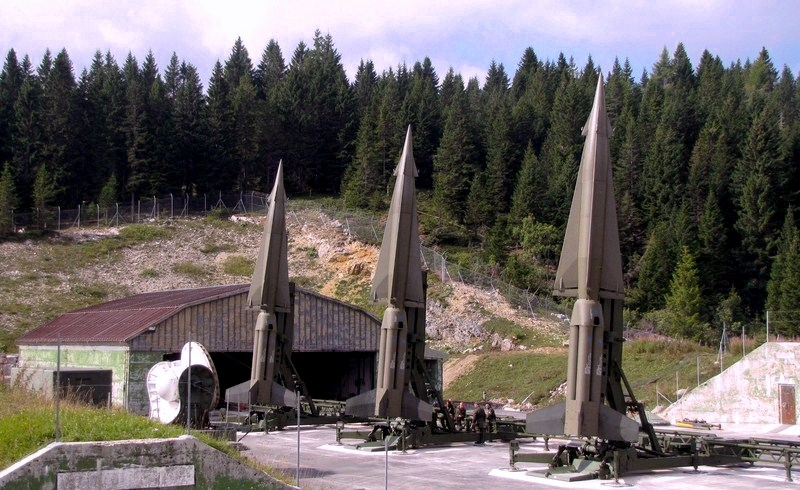
Nike Hercules del 7º Reparto I.T. negli anni '70

La capacità del missile Hercules di portare anche una testata nucleare e l’adozione da parte dell’A.M. di tale armamento speciale nel ruolo superficie-aria, fece sì che sette Gruppi IT (57°, 58°, 67º Gruppo intercettori teleguidati, 72º Gruppo I.T., 79º Gruppo I.T., 80° e 81°) dal marzo 1965 acquisissero la capacità nucleare ospitando, fino agli anni ottanta, nelle proprie strutture elementi di collegamento del Detachment/Custodial Team dell’United States Army (USAAD) che facevano capo al 559th Artillery Group del Comando Southern European Task Force (SETAF) di Vicenza che operava ordinariamente oltre che con i reparti di missili Lance dell' US Army con la Brigata Missili.
Il 1º ottobre 1963 viene costituito, dal 7º gruppo, il 7º Reparto I.T., con sede a Vicenza. Il 1º febbraio 1964 il 6º Gruppo mutò denominazione in 16º Reparto IT e nell'ottobre 1964 il 17º Gruppo IT si trasformò in 17º Reparto IT.  Nel 1977 fu soppresso il 7º Reparto IT di Vicenza.
Piani militari segreti del patto di Varsavia, risalenti agli anni sessanta (aggiornati negli anni a seguire) e resi pubblici nel 2005, prevedevano un attacco all'Italia attraverso la neutrale Austria con un bombardamento nucleare preventivo sulle città di Vienna, Monaco di Baviera, Innsbruck, Venezia, Padova, Vicenza, Verona, Ghedi e Piacenza. Le truppe russe-ungheresi consistenti in 7 divisioni motorizzate, 3 divisioni corazzate, 6 di fanteria, 38 reggimenti lanciamissili, 214 aerei da combattimento, 130 caccia, 24 aerei da ricognizione e 25 bombardieri con armi atomiche prevedevano di occupare il Nord Italia, attraverso le linee di penetrazione di Tarvisio e della Val Camonica, raggiungendo Brescia e Bologna in 13 giorni di combattimenti attestandosi poi saldamente sull'Appennino tosco-emiliano.
Nel 1985 fu rinominata 1ª Brigata aerea I.T., con il 17º Stormo IT e il 16º Stormo IT.
Nel 1995, a seguito del riordino dell'Aeronautica Militare, venne ristrutturata anche la 1ª Brigata IT, con lo scioglimento di 2 gruppi, tra cui il 67º Gruppo.
Nel 1998 avvennero le dismissioni il 31 maggio del 16º Stormo IT e del 57º Gruppo di Ceggia ed i Gruppi, 58° di Cordovado ed 80° di Bagnoli, transitarono alle dipendenze del 17º Stormo IT.
Fino agli anni 2000 si è occupata della difesa missilistica dell'Italia, mediante le batterie missilistiche da essa dipendenti e schierate principalmente nel nord-est, con lo scopo di contrastare gli attacchi provenienti dai paesi dell'ex-patto di Varsavia. 
Ha partecipato con il suo personale anche alle operazioni internazionali di peacekeeping e peace enforcement in Iraq, operazione Deny Flight ed operazione DINAK nell'ambito dell'operazione Allied Force.
Il 24 novembre 2006 fu lanciato l'ultimo missile Nike Hercules, per essere definitivamente soppressa in data 1º luglio 2007.